# Phyteuma ovatum
Phyteuma ovatum är en klockväxtart som beskrevs av Gerhard August Honckeny. Phyteuma ovatum ingår i släktet rapunkler, och familjen klockväxter.

## Underarter
Arten delas in i följande underarter:
- P. o. ovatum
- P. o. pseudospicatum

## Bildgalleri

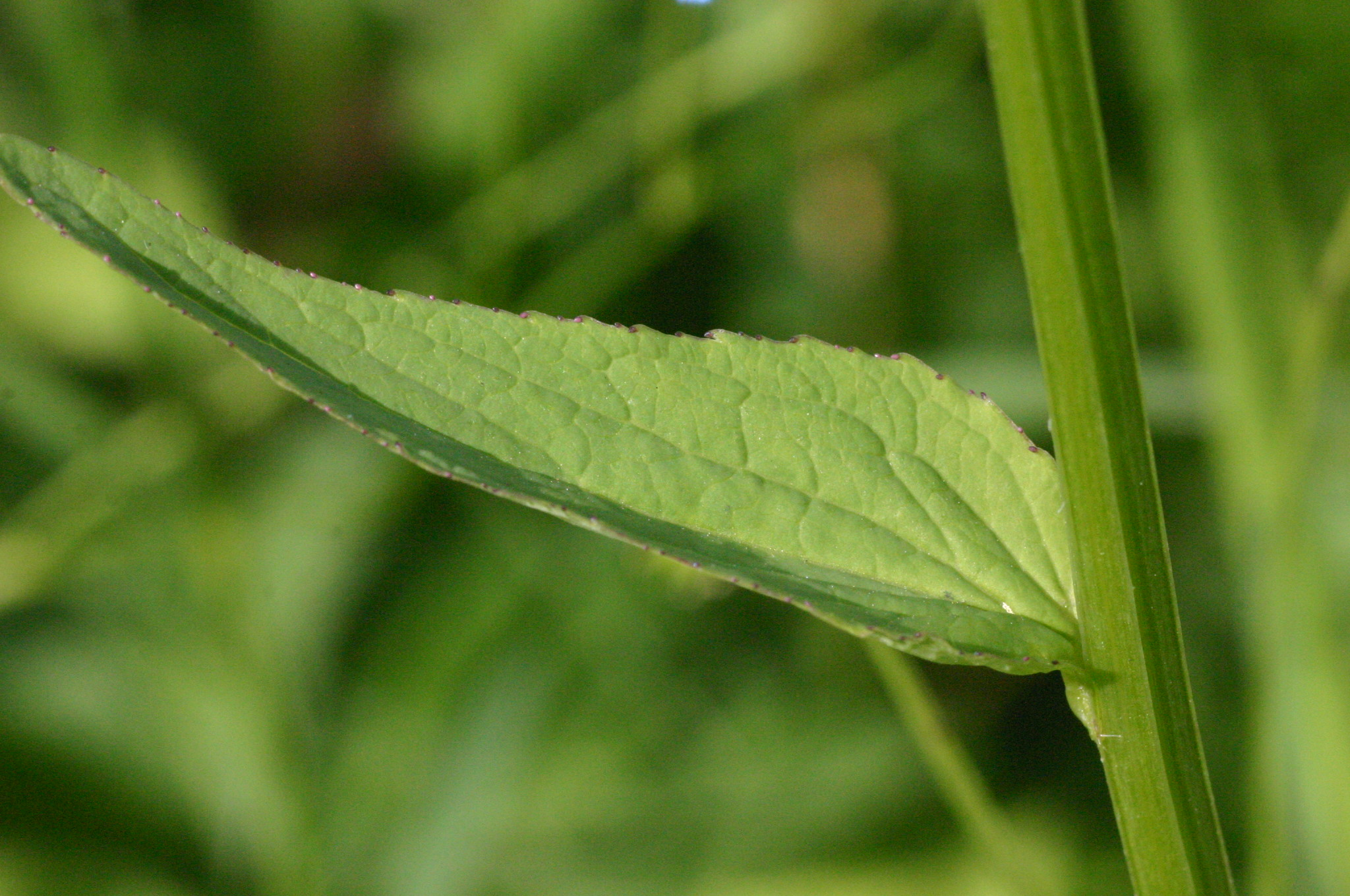
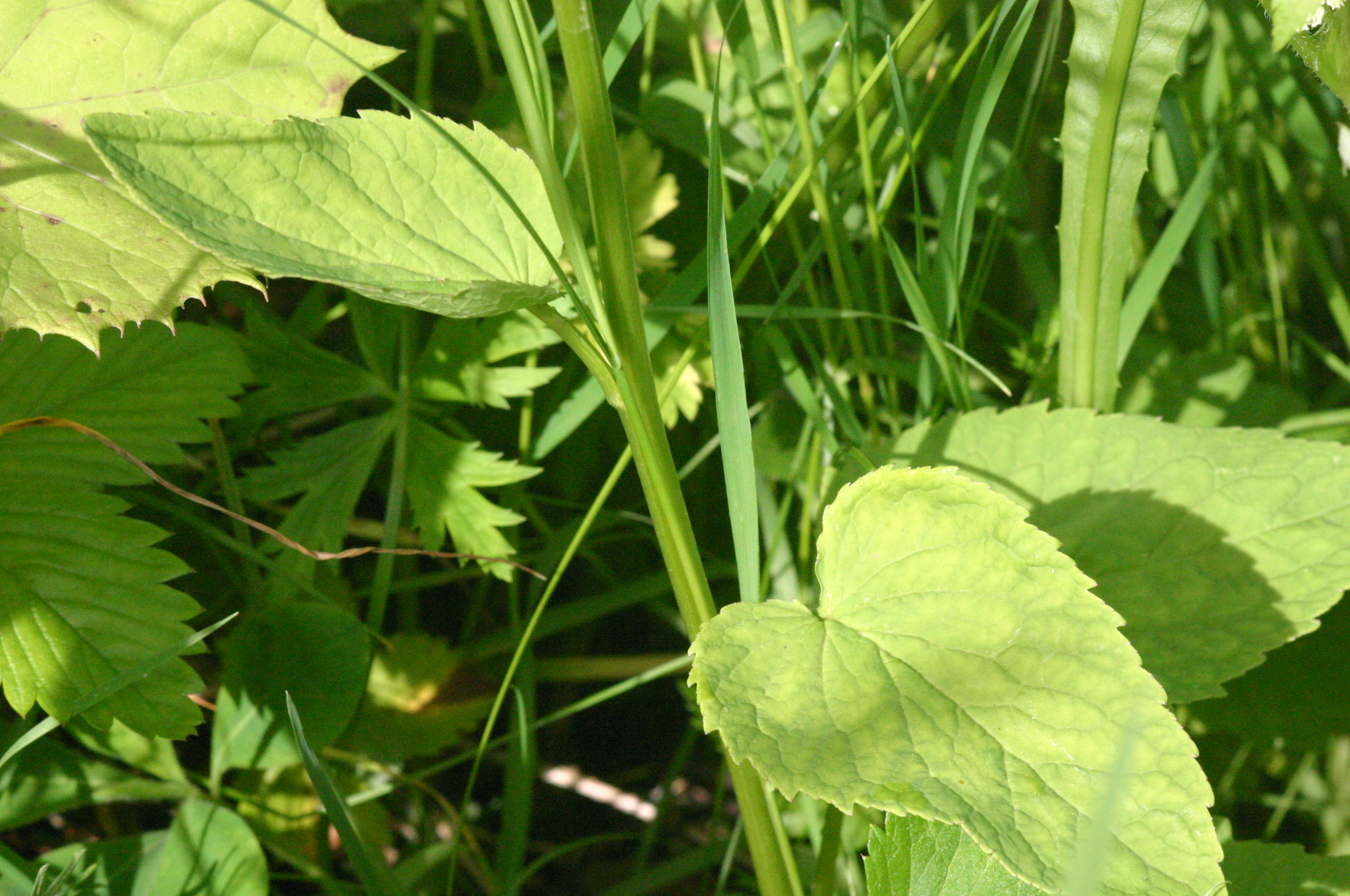
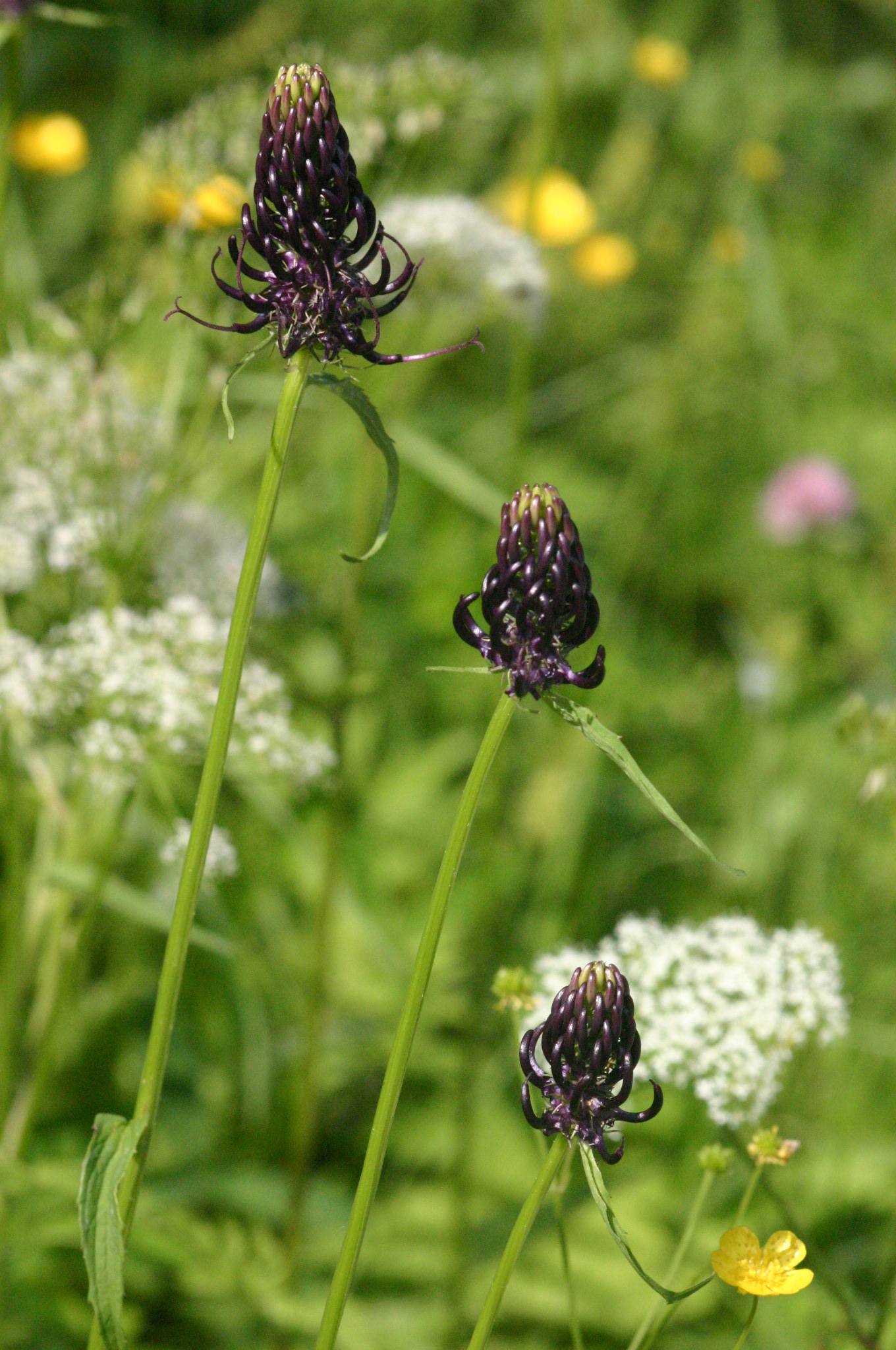
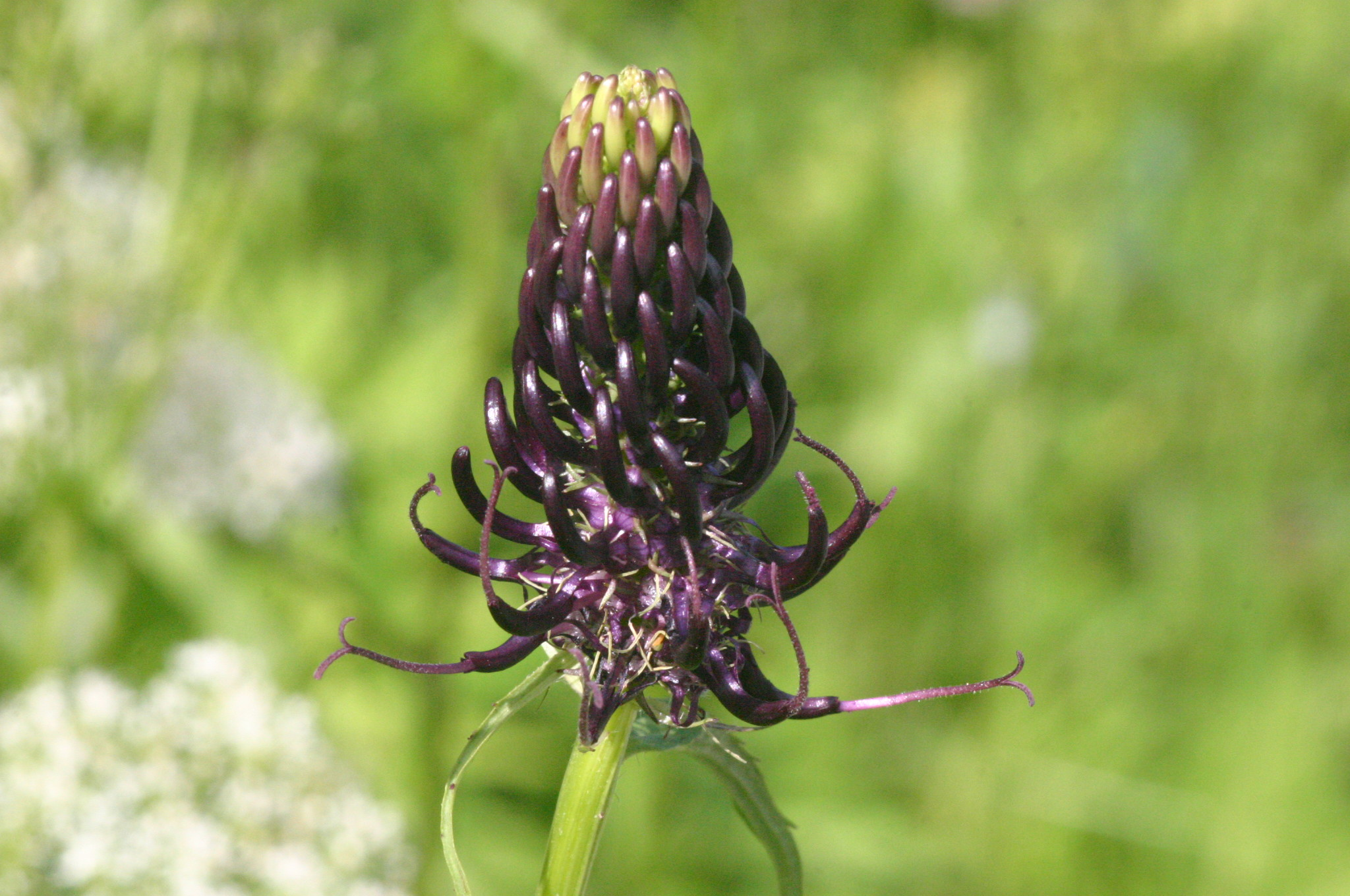
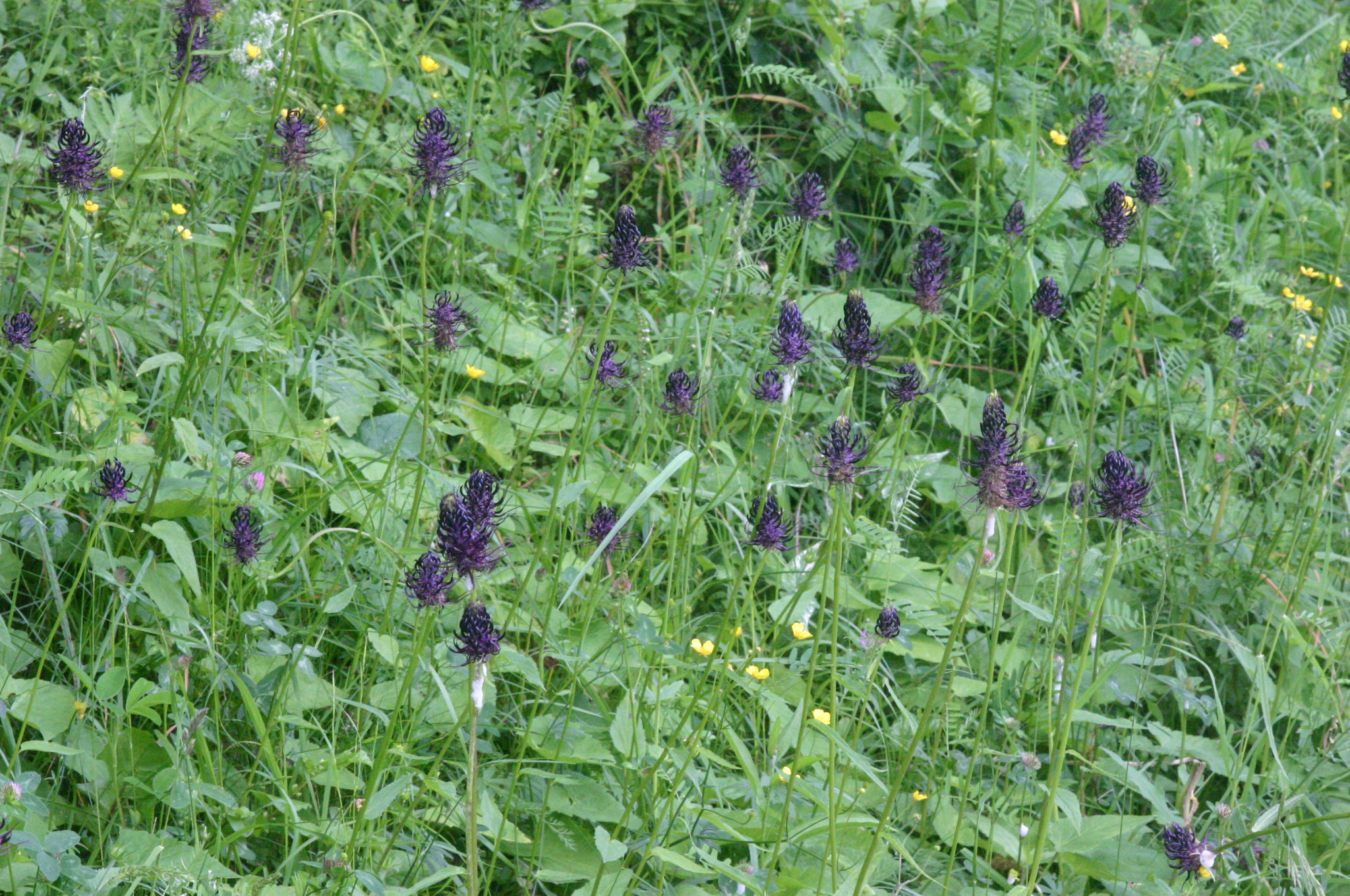
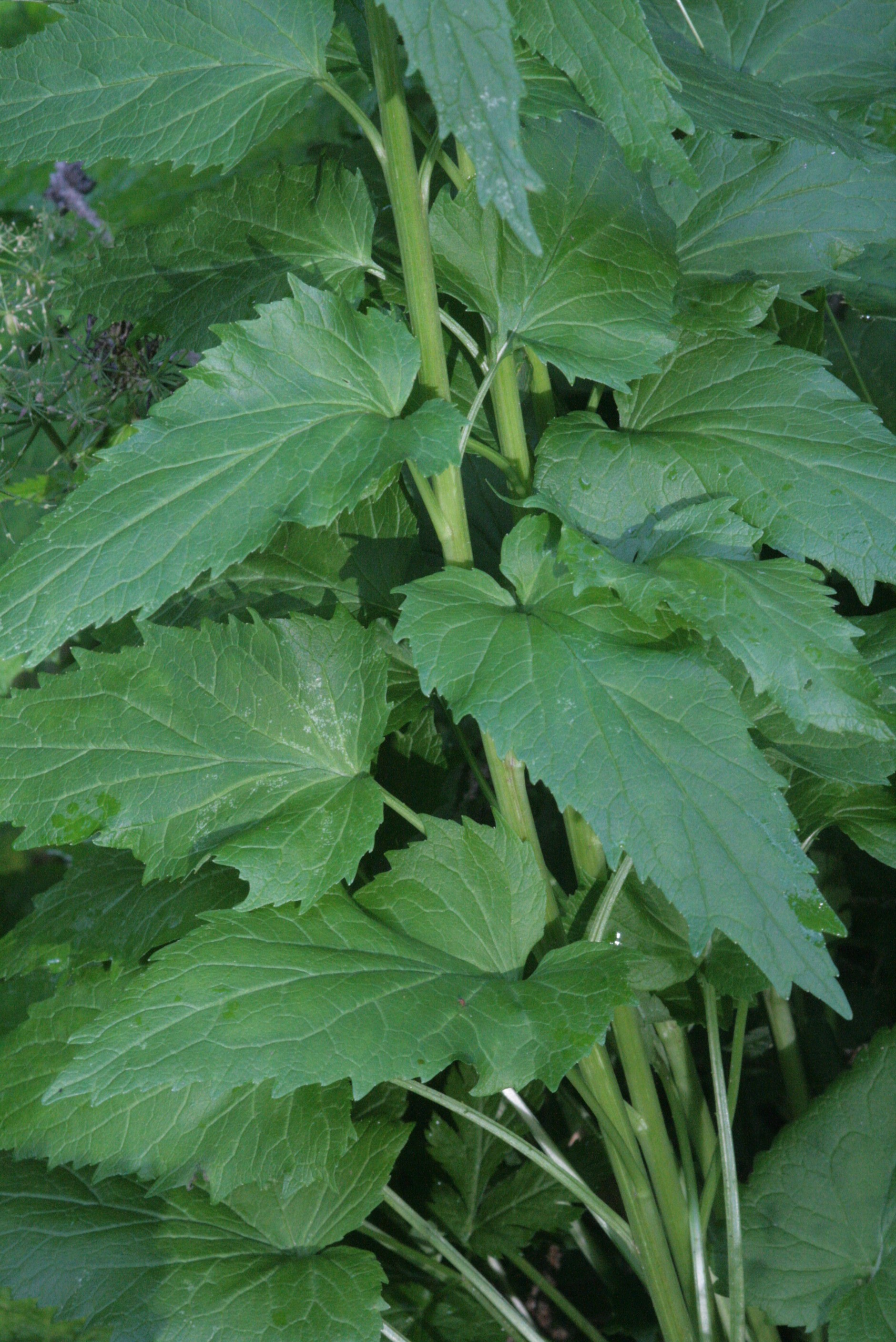